# Plagiochila sciophila
Plagiochila sciophila là một loài rêu trong họ Plagiochilaceae. Loài này được Nees mô tả khoa học đầu tiên năm 1844.